# Hoseinié Ershad

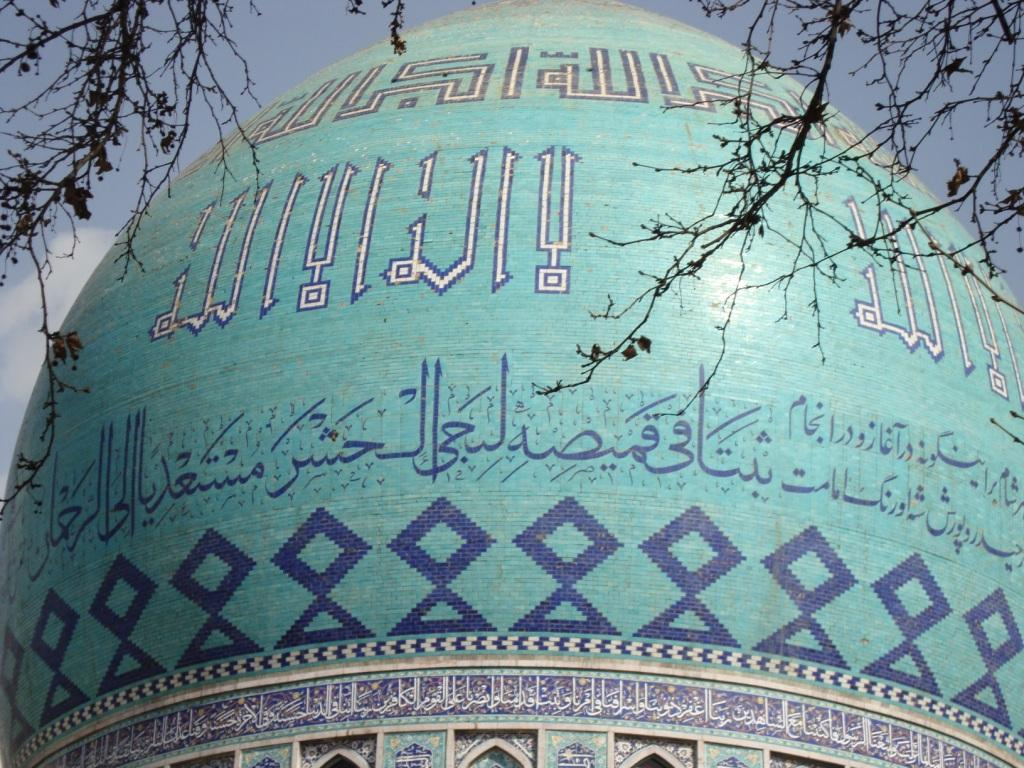
ٍEl domo del centro

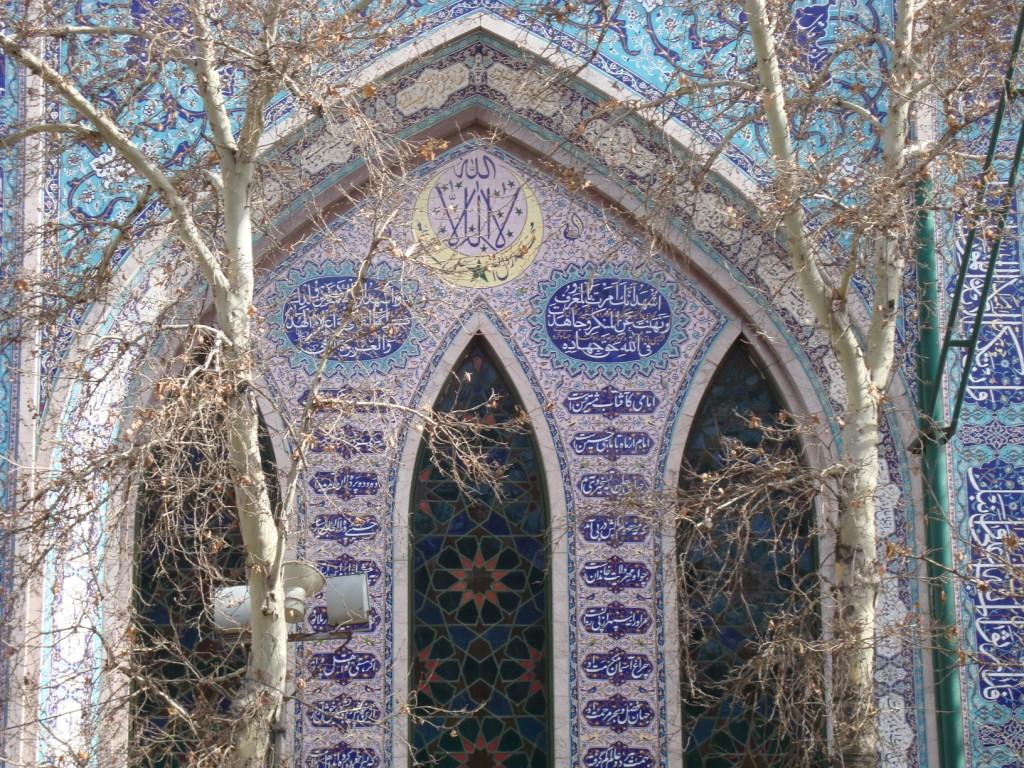
El edificio del Hoseinié Ershad es un obra de arte islámico

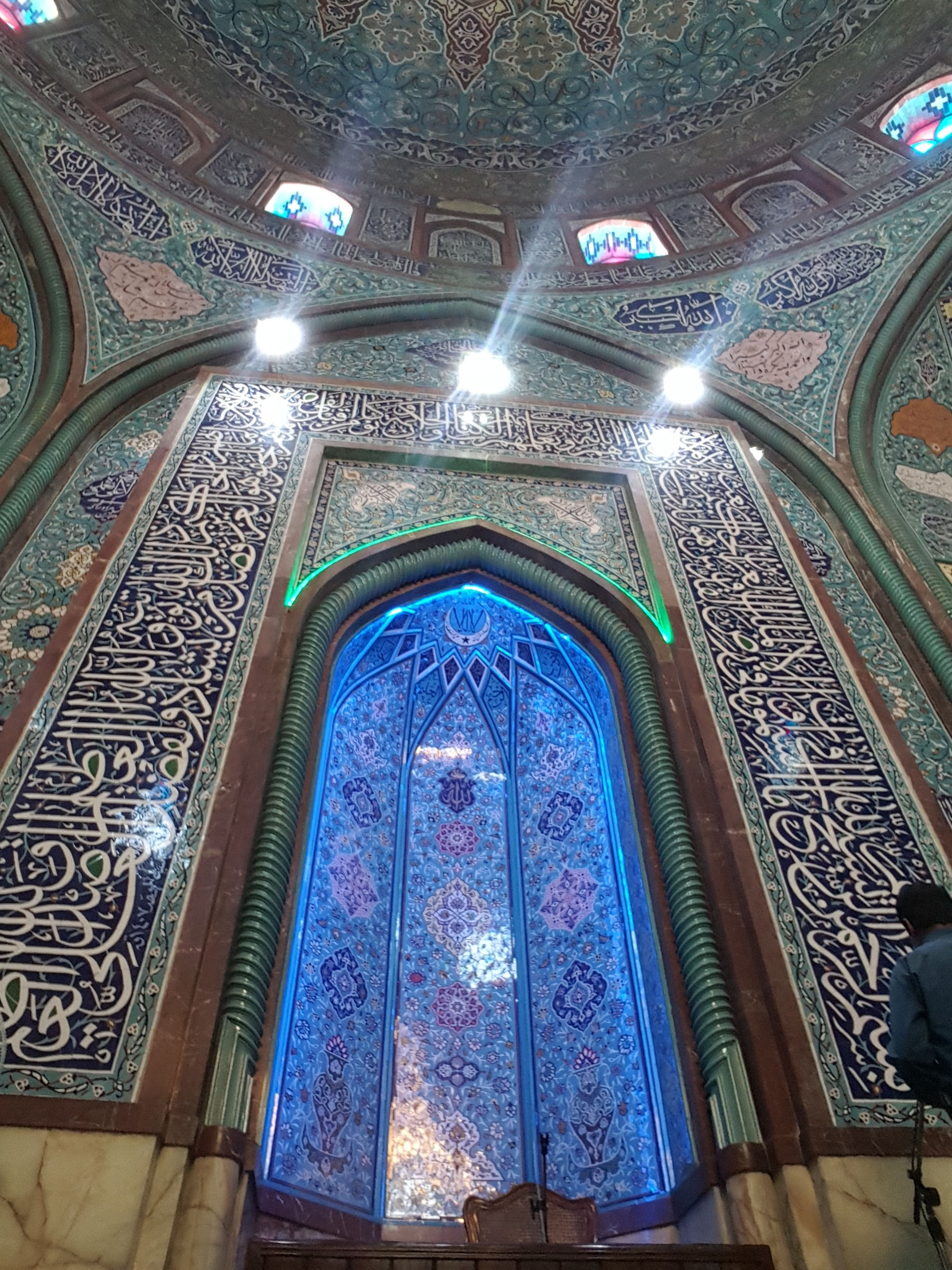
Dentro del centro religioso de Hosenié Ershad

El Hosseinié Ershad' o Hosseiniyeé Ershad (persa: حسینیه ارشاد) es un instituto religioso no tradicionalista establecido por Nasser Minachi en Teherán, Irán. Fue cerrado por un tiempo por el gobierno de Pahlavi en 1972. El instituto está ubicado en una sala grande y abovedada, y se usa para conferencias sobre historia, cultura, sociedad y religión. La instalación también incluye una gran biblioteca pública, donde la mayoría de sus usuarios son estudiantes universitarios.
Ali Shariati y Moretza Motahari celebraron sus discursos anti-Pahlavi aquí antes de la revolución. Mir-Hossein Mousavi (bajo el seudónimo de Hossein Rah'jo) y Zahra Rahnavard exhibieron obras de arte aquí durante el mismo período.